# ANIMALS‐アニマルズ‐
『ANIMALS‐アニマルズ‐』（アニマルズ）は、2022年6月23日からABEMA SPECIALで配信される連続ドラマ。

## 概要
「懸命に働く社畜女子」を主人公に、転職先で揉まれていく様を描く大逆転ラブストーリー。主人公を演じる鈴木愛理は連続ドラマ初主演となる。全8話。
初回は2022年6月23日21:45から配信する1時間12分の特別編。翌週より毎週木曜22時開始。
8月11日に最終回を配信するが、その後の様子を描く「帰国編」が全2話でプレミアム配信された。

## あらすじ
主人公・鹿森海（しかもりうみ）はテレビ番組制作AD。しかし生番組中に眠りこけたことで大失態。責任を取る形で退社し、取材したことのある化粧品ベンチャー企業「ANIMAL BEAUTY」に採用される。しかし転職した先は制作会社とは別の意味で残酷な弱肉強食の世界だった。

## 登場人物
鹿森海（しかもり うみ）
演 ‐ 鈴木愛理
突貫的に頑張る性格だが、疲れ切っているテレビ番組AD。多忙のため、ファッションやヘアメイク、恋愛に興味が持てなかった。番組中に居眠りしたことがきっかけで今の働き方に疑問を感じ、変わろうとするために化粧品会社「ANIMAL BEAUTY」に転職する。
長嶺風緒（ながみね かざお）
演 ‐ 本田響矢
カメラマン。化粧品企業「ANIMAL BEAUTY」のスチールを任されている。外部委託のはずだが、社内に入り浸る。黒ずくめのコートがトレードマーク。
化粧品店で海とぶつかったことで知り合い、その後の取材で再会した際に連絡先を交換した。何かと海を気遣う素振りを見せるものの、言動の生意気さから海に「女心が絶望的にわかってない」という評価をされる。
榊圭祐（さかき けいすけ）
演 ‐ 白洲迅
ベンチャー化粧品企業「ANIMAL BEAUTY」代表。仕事はできるが、性格はマイペースで恋愛下手。ファッションやコスメに関わる仕事ながら、センスは疑わしいものがあり、コーディネートは醍醐に任せている。『性別年齢関係なく、メイクをしたい人はして、したく無い人はしなくていい世界が来て欲しい』という願いを持っており、社員たちにとっては憧れの存在。
鹿森凪（しかもり なぎ）
演 ‐ 星乃夢奈
海の妹で高校2年生。通学をスムーズにするために親元を離れ、海と同居している。コスメに詳しいしっかり者で、自分を顧みず仕事に打ち込む海を見かねている。
風見雛（かざみ ひな）
演 ‐ 村上愛花
「hina」名義で活動しているカリスマモデル。無名だった10代の頃から「ANIMAL BEAUTY」社のイメージモデルも務めており、その付き合いは現在まで続いている。海が居眠りした番組にゲストとして出演しており、休職中の海に「ANIMAL BEAUTY」社の面接を受けるよう働きかけた。風緒とは戦友で、圭祐に対して恋心を抱いている。
醍醐悟（だいご さとる）
演 ‐ 猪塚健太
「ANIMAL BEAUTY」副代表。榊の良き補佐として、的確に業務を進める。
西門京香　
演 ‐ 三津谷葉子　
「ANIMAL BEAUTY」社員。既婚者で子供もいる。雛が10代の頃からの仲で、彼女の恋心に気づいている。
谷口ゆか
演 ‐ 小西桜子
「ANIMAL BEAUTY」社員。海のメンターとなる。コスメオタク。
嶋田朔太郎　
演 ‐ Fumiya
「ANIMAL BEAUTY」社員。明るくお調子者なコスメ男子。
小磯菜々　
演 ‐ 新田さちか
「ANIMAL BEAUTY」社員。
岡本雄斗　
演 ‐ 渋谷謙人
海の先輩AD。制作会社クラウンゼロ所属。海の働きぶりに目をかけていたが、それゆえ大量の仕事を押し付けていた。言動がパワハラしがち。
上西真琴　
演 ‐ 円井わん
海の同僚AP。制作会社クラウンゼロ所属。働きすぎな海を気遣っており、海が制作会社を辞めてからも交流が続いている。
中華料理店店主
演 ‐ 諏訪太朗
海と長嶺が毎日のように通う中華料理店の店主。海と長嶺の会話を聞いてリアクションを取ることもある。

## 主なゲスト
- たっぷりサンデー番組MC・床島：好井まさお（1）
- たっぷりサンデー番組MC・斉藤：北原帆夏（1）
- 美容系インフルエンサー・小田切ヒロ：小田切ヒロ（1、2）[6]
- テレビ局員・井手口太郎：市川理矩（1）
- カメラアシスタント：安田啓人（1、4）
- 店員：森下愛里沙（1）
- コスメクリエイター・美山エリン：ももち(牛江桃子)（2）[6]
- 藤沢みなみ：森迫永依（3、4）
- コーチ：須藤理彩（3、4）
- ラブラブなカップル：中村加弥乃、永岡拓真（6）[7]
- 店員:櫻井しおり (6)

## 配信日程
| 放送回  | 配信日程      | サブタイトル                                                    | 配信分 | 監督     |
| ------- | ------------- | --------------------------------------------------------------- | ------ | -------- |
| 第1話   | 2022年6月23日 | 恋も仕事も弱肉強食!?                                            | 72分   | 原佳之介 |
| 第2話   | 6月30日       | ズタボロな私に、現れた王子                                      | 49分   | 原佳之介 |
| 第3話   | 7月7日        | 出張でお泊り!?二人きりの夜                                      | 33分   | 原佳之介 |
| 第4話   | 7月14日       | 白銀の雪山で、燃え上がる恋心/全てが溶ける、まさかのキス         | 29分   | 原佳之介 |
| 第5話   | 7月21日       | 突然つながれた手。恋の大逆転!?/触れそうな頬と、突然つながれた手 | 37分   | 洞功二   |
| 第6話   | 7月28日       | 私を抱きしめたのは彼だった                                      | 38分   | 洞功二   |
| 第7話   | 8月4日        | 四角関係、最終章!?クライマックスの大告白                        | 49分   | 原佳之介 |
| 第8話   | 8月11日       | 最初で最後のキス。恋も仕事も、好きな私で                        | 58分   | 原桂之介 |
| 帰国編1 | 8月11日       | まさかの浮気！？いるはずのない彼                                | 34分   | 原桂之介 |
| 帰国編2 | 8月18日       | 運命のキス！？衝撃の真相発覚                                    | 33分   | 原桂之介 |

## 音楽
- 主題歌：ロザリーナ『Gloomy Day』（ソニー・ミュージックレーベルズ）[8]
- 挿入歌：eill『palette』（ポニーキャニオン）[9]。

## スタッフ
- 企画・プロデュース：池田克彦[10]
- 脚本：川滿佐和子
- 監督：原桂之介、洞功二
- ラインプロデューサー：金山宇宙
- マーケティングマネージャー：川島彩乃
- プロジェクトマネージャー：岩崎佑生
- 撮影：唐沢悟、杉村正規、佐藤文哉
- 照明：鈴木康介
- 録音：植村貴弘
- 美術：阿部一博
- 編集：安部華子
- 音楽：青木沙也果
- 制作：AbemaTV
- 製作著作：AbemaTV